# JR東日本E331系電聯車

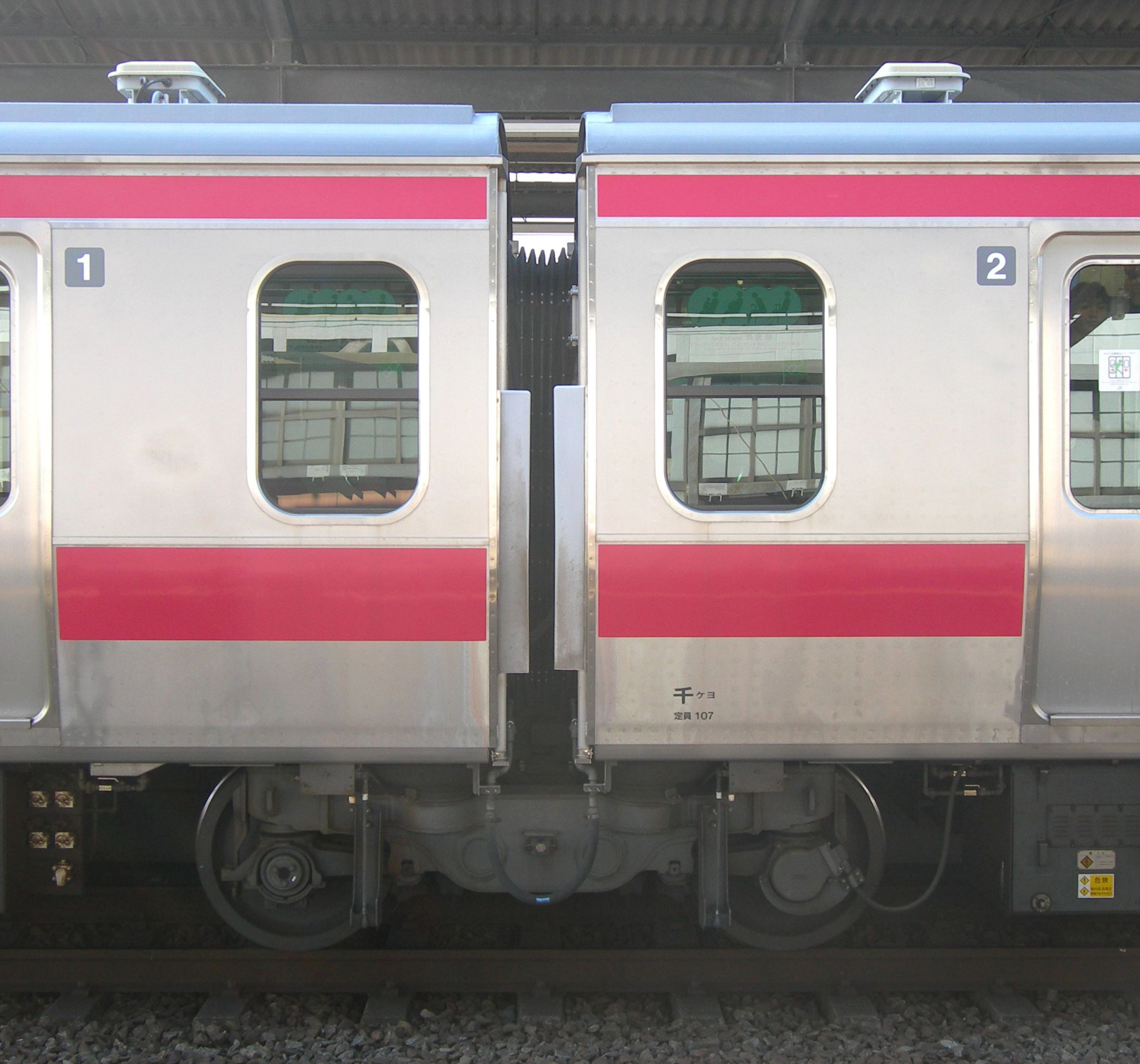
E331系的關節式轉向架

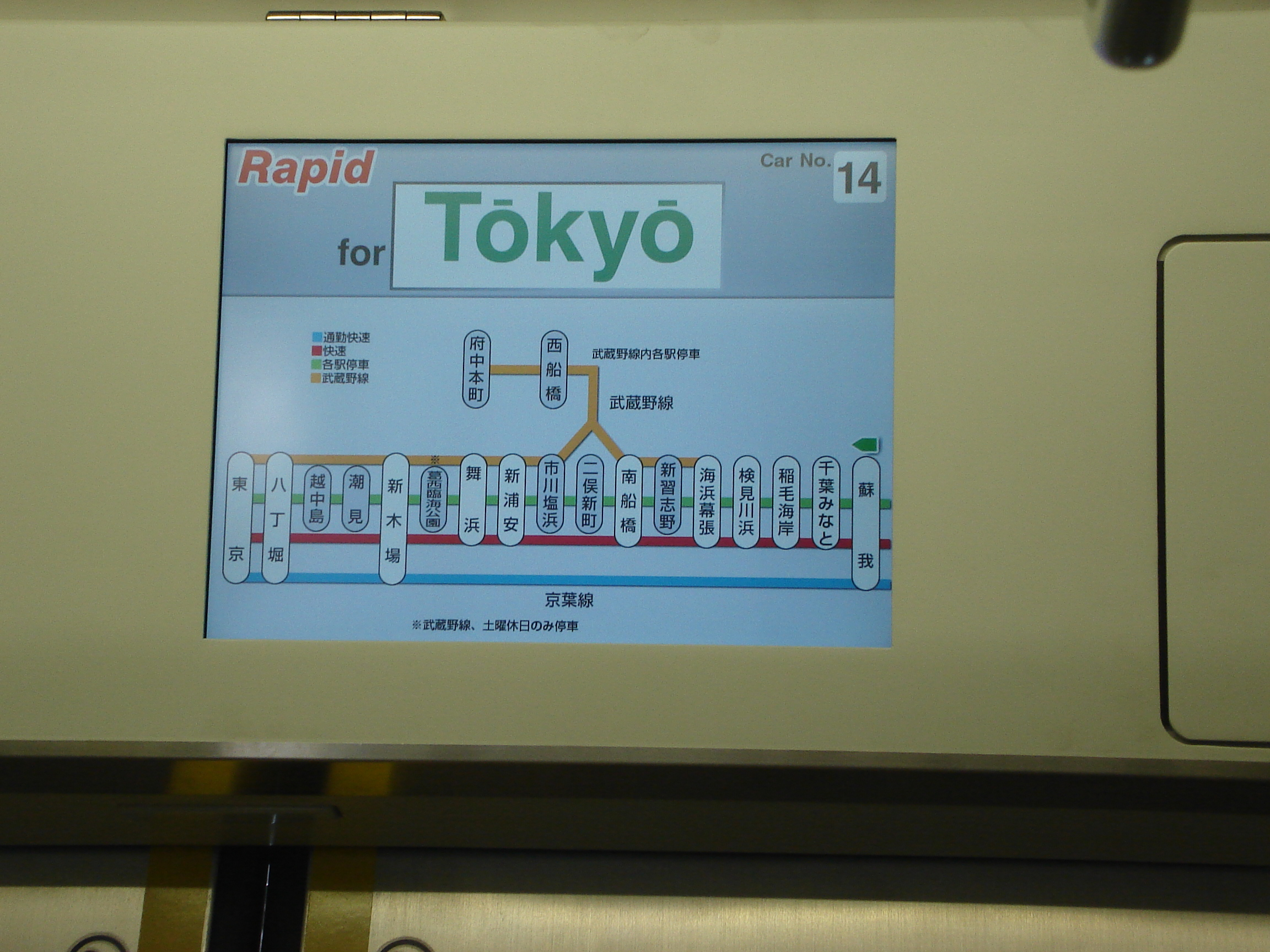
列車運行資訊顯示屏

E331系是東日本旅客鐵道（JR東日本）的一款直流用一般型電力動車組。
E331系的製造目的是要取代京葉線使用的201系列車（從中央快速線轉至的車輛除外），於2006年（平成18年）3月由東急車輛製造和川崎重工業完成生產量産先行車輛各7輛。兩段7輛編組的列車在幕張車輛中心連結後，於同年3月27日在京葉線開始試車，並駛往所屬的京葉車輛中心。經過一年的試車後，終於在2007年3月18日投入服務，行走京葉線。
E331系的最大特色是其關節式轉向架，是日本國鐵及JR集團首次實際使用的設計，源於實驗性列車E993系。
此車已經於2011年起停用、2014年退役並拆解，從出廠到報廢不到十年，是JR集團少數短命的車輛。

## 規格

### 車身及機器
E331系的車身以輕量不鏽鋼製造，車頭設計與山手線使用的E231系500番台相似。由於採用關節式轉向架，而且使用與轉向架中心距離較短的連接方式，令中間的車輛車身全長只有13.4米。車身闊度則比以往的闊體車身加寬39毫米，達2,989毫米。這些因素使E331系的車體擁有和以往列車的車體不同的外觀，也是其一大特色。另外，同樣是由於採用關節式轉向架的關係，每輛車輛均只配屬其中一方連接的轉向架。但包含控制室的先頭車輛和兩編組連接的車廂（請參閱編組方式一段）的車輛全長則達16.5米。
車門方面，E331系採用了實驗列車E993系的三門設計，和E993系不同的是，E331系的車門不是掛在車身外的，而是和以往的設計一樣，安裝在車體和車廂的分隔中。車窗則與E231系一體化車窗不同，E331系的車窗則採用209系和東京臨海高速鐵道70-000系改造車窗的設計──下半部分為固定車窗，只有上半部分車窗是可推下開啟的。
此外，E331系的控制室跟新一代的列車一樣，以液晶體顯示屏取代以往的儀表，更安裝了E231系列車運行資訊系統（TIMS）的改良版──先進列車運行資訊系統（AIMS）。而E331系的液晶體顯示屏為12.4吋，比2004年後製造的E231系近郊型所採用的10吋屏幕更大。
E331系使用的機器主要都是根據E993系的實驗結果而開發。其中動力車輛的關節式轉向架採用於E993系試驗的直接驅動設計，由電動機直接推動車軸。

### 車廂
為了照顧視障人士的需要，E331系與同是次世代通勤型列車的E531系和E233系的車門邊沿均貼上黃色膠帶，在近車門的地板鋪上防滑膠墊，並加上關門LED警報燈和209系起使用的關門警告音聲。另外，E331系的車廂內除了設有輪椅專用空間外，部分車廂更設有專用的電動斜板，方便使用輪椅的乘客上落。
另外，車門上方與E231系500番台和E233系0番台一樣，均裝設了情報提供裝置，利用兩台15吋液晶體顯示屏提供列車資訊。其中右方交替顯示路線圖、所需時間、換乘路線資訊和班次延誤資訊；左方屏幕則播放「列車新聞頻道」（Train News Channel），提供新聞、天氣預報和廣告等資訊。當列車收到最新的運行情報時，會立即經情報提供裝置提示乘客。此外，E331系是京葉線首列擁有自動廣播系統的列車，車廂內的日語廣播由三浦七緒子負責配音，英語廣播則由Christelle Ciari負責。 
E331系的吊環扶手和E233系和E531系一樣，採用E993系試驗的黑色細長三角形設計，唯一不同的是把顏色改為白色。而優先席的吊環扶手則在2008年初期全部更換為E233系和E531系優先席使用的黃色吊環扶手。其他扶手則採用E231系500番台的設計。
E331系的座位和E231系500番台先頭車輛中央的座位採用可變設計，座位的中央部份可旋轉，以對應通勤型側式座位和近郊型對向座位。實際來說，E331系可變座位的構造跟209系3000番台試驗的可變座位比較接近，與在仙石線行駛的205系3100番台的可手動調整座位的構造並不相同。

## 編組方式
E331系只有量產先行列車投入服務，故列車編組方式以量產先行列車為準。
由於E331系的車輛比一般的車輛較短（E331系：13.4米／16.5米；一般車輛：20米），E331系採用與以往不一樣的14輛編組，使列車總長度與一般列車的10輛編組一致。而E331系的14輛編組，實際上是兩列7輛編組連接的全通編組，在檢查的時候，列車就會分割成兩列7輛編組列車進行檢查。
| 東急車輛製   | ←東京方向 | ←東京方向 | ←東京方向 | ←東京方向 | ←東京方向 | ←東京方向 | ←東京方向 | 蘇我方向→ | 蘇我方向→ | 蘇我方向→ | 蘇我方向→ | 蘇我方向→ | 蘇我方向→ | 蘇我方向→ |
| 車輛編號     | 1         |           | 2         |           | 3         |           | 4         |           | 5         |           | 6         |           | 7         |           |
| 生產編號制式 | E330-1    |           | E331-6    |           | E331-502  |           | E331-5    |           | E331-2    |           | E331-4    |           | E331-1001 |           |
| 形式／轉向架 | Tc        | +         | M         | +         | T2        | +         | M         | +         | T1        | +         | M         | +         | T4        | =         |
| 川崎重工製   | ←蘇我方向 | ←蘇我方向 | ←蘇我方向 | ←蘇我方向 | ←蘇我方向 | ←蘇我方向 | ←蘇我方向 | 東京方向→ | 東京方向→ | 東京方向→ | 東京方向→ | 東京方向→ | 東京方向→ | 東京方向→ |
| 車輛編號     | 14        |           | 13        |           | 12        |           | 11        |           | 10        |           | 9         |           | 8         |           |
| 生產編號制式 | E330-1    |           | E331-3    |           | E331-501  |           | E331-2    |           | E331-1    |           | E331-1    |           | E331-1    |           |
| 形式／轉向架 | Tc'       | +         | M         | +         | T1        | +         | M         | +         | T2        | +         | M         | +         | T3        | =         |

- 解說
  - Tc、Tc'：含控制室的無動力車輛
  - T1：普通無動力車輛
  - T2：無動力車輛（安裝變壓器和集電弓）
  - T3、T4：無動力車輛（安裝普通轉向架和連結器）
  - M：動力車輛（車體不安裝方向幕）
  - +：關節式轉向架
  - =：普通轉向架和連結器（列車連接點）

## 運用
2006年完成後，E331系除了在京葉線進行試車外，也曾進入內房線和外房線進行試車。此外，為了安裝實驗用轉向架，E331系也曾駛入大宮總合車輛中心。

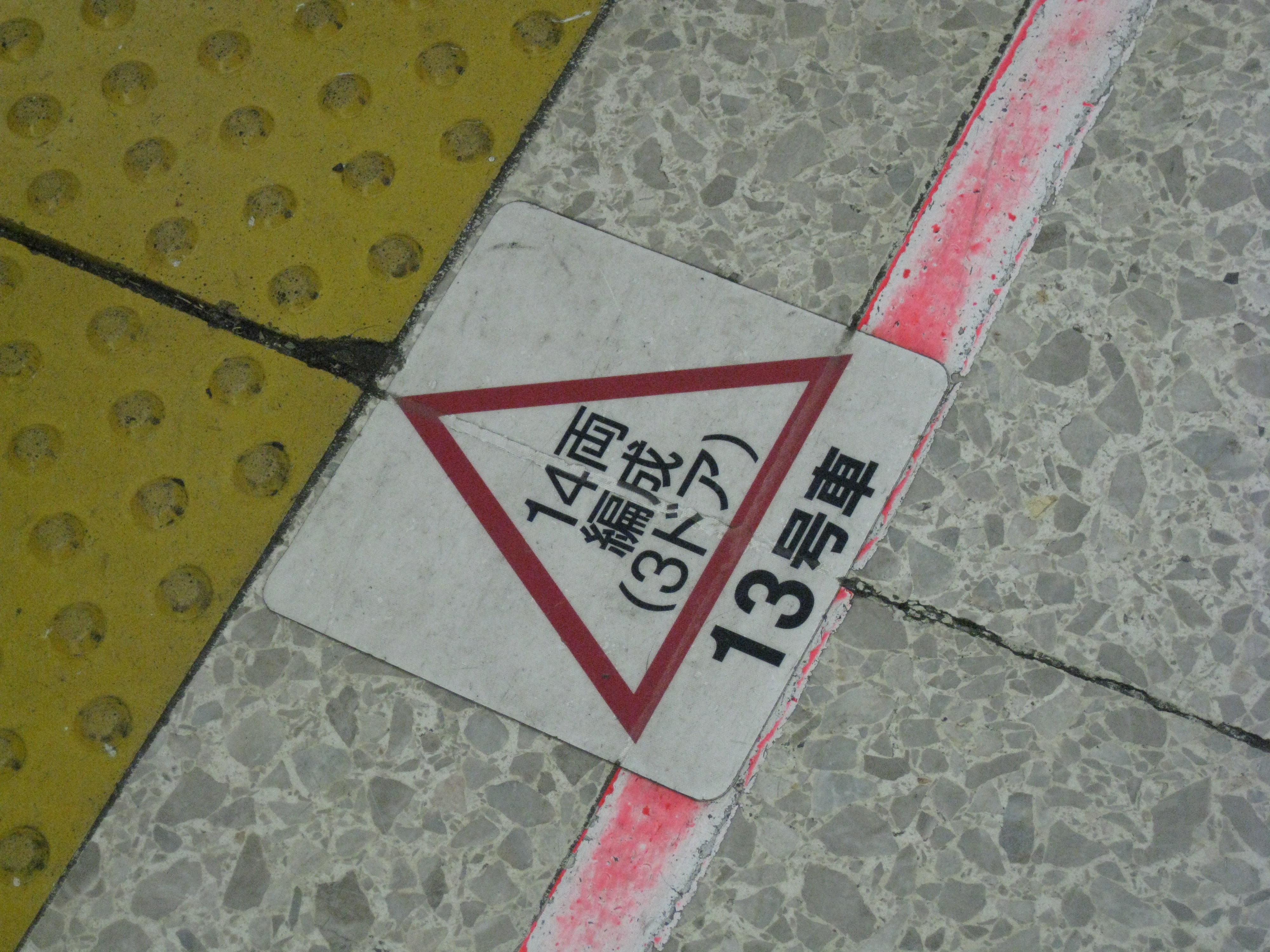
E331系專用的登車位置指示

JR東日本計畫讓E331系在2007年至2010年3年間在京葉線試車，以測試直接驅動的動力模組和關節轉向架的優點（在檢查和成本方面），然後再決定是否量產此型車輛。
2007年（平成19年）3月18日，E331系在JR東日本修正時間表後正式投入服務，一直運行週末及公眾假期的95號班次（列車編號：上行：94、下行：95），原預定擴充服務至平日運行的班次。現時E331系的可變座位均以近郊型對向座位形式運作，預定在平日服務時座位會轉換為通勤型側式座位。
由於E331系的車體長度及車門設計均異於一般車輛，故京葉線沿線車站月台均貼上E331系專用登車位置指示。此外，在列車班次顯示板上，E331系的班次會顯示為「14輛編組（3門）」（14両（3ドア）），以與普通列車識別。
初期E331系是以「千葉Destination Campaign」的特別列車名義運行。活動於同年4月30日完結後，JR東日本千葉支社以改良部件為由，讓E331系暫時停駛，車輛停在幕張車輛中心。同年10月，川崎製造的7輛列車被運回位於兵庫的工廠更換部件，同月27日運回幕張車輛中心。而東急製造的7輛列車完成更換部件，運回幕張車輛中心。
經過改良後，於2008年（平成20年）12月再次進行試車，同年12月23日重新投入服務。但2009年5月再度停駛，直到2010年4月3日重新上線服務。
另一方面，自2010年夏季起，JR東日本在京葉線部署E233系5000番台列車，但E331系不在是次更換新列車之列（只更換線內201系、205系和209系列車）。
2011年1月16日起停駛E331系，之後沒有再上線行駛。2014年3月25日，唯一的E331系AK1編成被送往長野總合車輛中心，4月2日全車報廢解體。

## 外部連結
- JR東日本車輛圖鑑－E331系（日語）